# Ursus americanus floridanus
Ursus americanus floridanus és una subespècie de l'os negre americà (Ursus americanus).

## Descripció
- Com a adult, és un animal de grans dimensions (entre 120-180 cm de longitud)[2] i amb un pelatge brillant de color negre. El seu pes corporal pot augmentar un 25-40% a la tardor per tal d'emmagatzemar l'energia suficient per sobreviure a l'hivern.
- Nas de color marró clar.
- Musell i cua curts.
- Alguns exemplars tenen patrons en forma de diamant al pit.[3]

## Reproducció
Les femelles adultes assoleixen la maduresa sexual al voltant dels 3-4 anys. La temporada de cria és des de mitjans del juny fins a mitjans de l'agost, i els cadells neixen des de finals del gener fins a mitjans del febrer.

## Distribució geogràfica
Abans ocupava tota la Florida (incloent-hi alguns cais). Actualment se'n troben poblacions aïllades a Florida i el sud d'Alabama, de Geòrgia i de Mississipi.

## Estat de conservació
Avui dia, aquesta subespècie d'os només ocupa un 17-18% de la seva distribució històrica a Florida abans de l'arribada dels europeus. La pèrdua del seu hàbitat i la fragmentació de les diferents poblacions són els seus principals problemes i hom creu que la seva conservació a llarg termini depèn d'una millor gestió dels boscos.